# تيد برايس
تيد برايس (بالإنجليزية:Ted Price)، من مواليد 5 يوليو 1968، وهو رجل أعمال أمريكي ومنتج لتطوير ألعاب الفيديو، ومؤسس شركة إنسومنياك جيمز سنة 1994، حيث يعمل موظفوه نحو 210 عاملاً في الشركة.

## الموقع الخارجي
- الموقع الرسمي بالانكليزية